# Dorin Rădoi
Dorin Rădoi (n. 5 noiembrie 1976 în Râmnicu-Vâlcea, România) este un fost mijlocaș român de fotbal.

## Activitate
- PECO Vâlcea (1995-1996)
- Unirea Alba-Iulia (1995-1999)
- Extensiv Craiova (1999-2003)
- FC Craiova (2002-2003)
- Rarora Râmnicu Vâlcea (2002-2003)
- UTA Arad (2003-2005)
- Pandurii Târgu-Jiu (2005-2006)
- FC Vaslui (2006-2007)